# Wysoka Kamieńska (gmina)

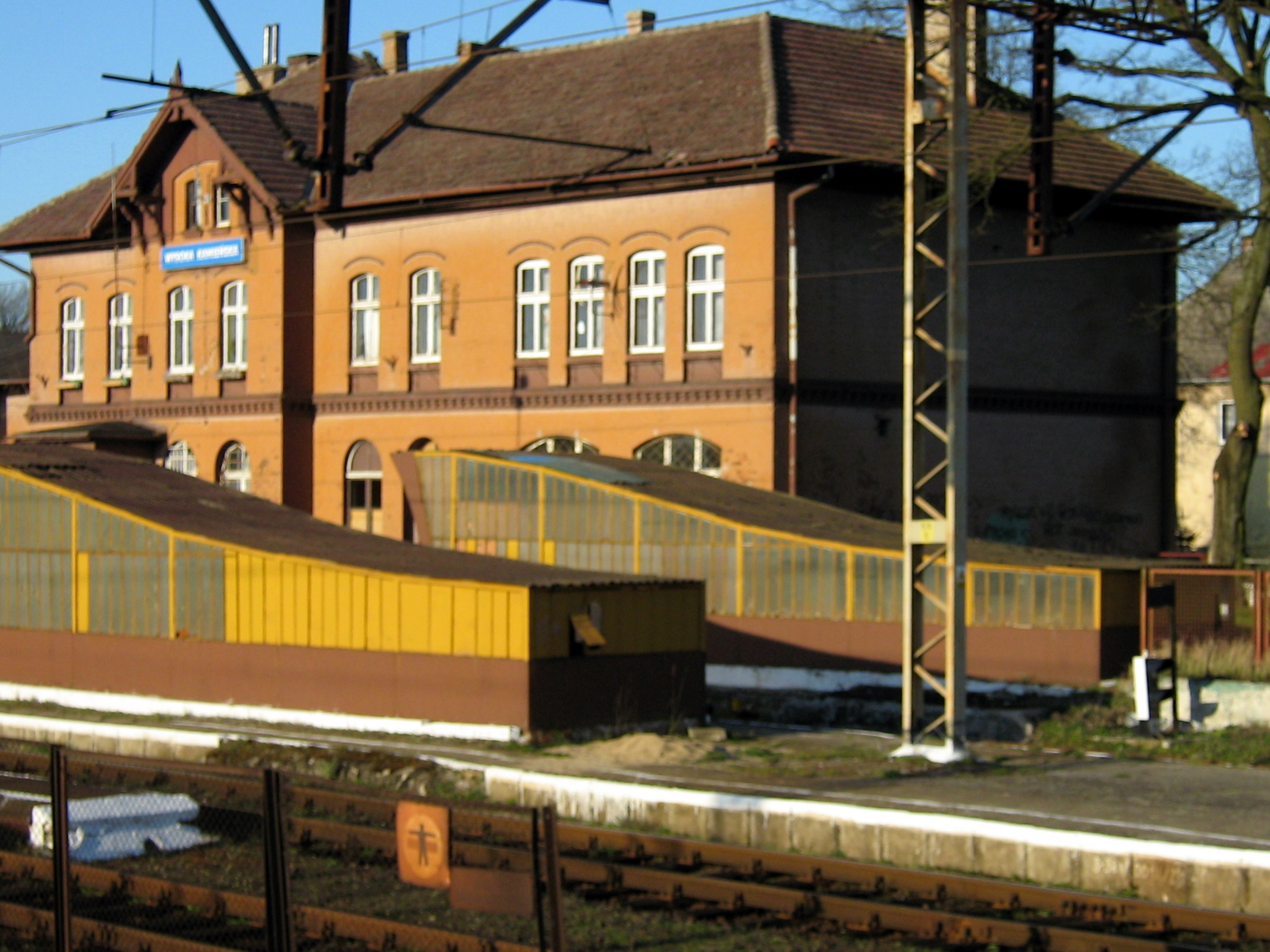
Stacja kolejowa w Wysokiej Kamieńskiej

Wysoka Kamieńska (do 1951 gmina Kozielice) – dawna gmina wiejska istniejąca w latach 1952–1954 w woj. szczecińskim (dzisiejsze woj. zachodniopomorskie). Siedzibą władz gminy była Wysoka Kamieńska.
Gmina Wysoka Kamieńska powstała 1 stycznia 1952 w powiecie kamieńskim w woj. szczecińskim, w związku z przeniesieniem siedziby gminy Kozielice z Kozielic do Wysokiej Kamieńskiej i zmianą nazwy jednostki na gmina Wysoka Kamieńska. Według stanu z 1 lipca 1952 gmina składała się z 13 gromad: Baczysław, Borzysław, Dobropole, Gadom, Gardziec, Górki, Kozielice, Kretlewo, Niemica, Ostromice, Rekowo, Stawno i Wysoka Kamieńska.
Gminę zniesiono 29 września 1954 wraz z reformą wprowadzającą gromady w miejsce gmin. Jednostki nie przywrócono 1 stycznia 1973 wraz z kolejną reformą reaktywującą gminy, a jej dawny obszar wszedł głównie w skład gmin Golczewo i Wolin.
Zobacz też: gmina Wysoka.